# Calocarcelia cingulata
Calocarcelia cingulata là một loài ruồi trong họ Tachinidae.